# Воскресенское (Мышкинский район)
Воскресенское — село в Мышкинском районе Ярославской области России. 
В рамках организации местного самоуправления входит в Приволжское сельское поселение, в рамках административно-территориального устройства является центром Рождественского сельского округа.

## География
Расположена на берегу речки Нерга в 20 км на запад от центра поселения села Шипилова и в 35 км на запад от райцентра города Мышкин.

## История
Церковь в селе сооружена в 1838 году на средства поручика Александра Александровича Суховолобылина. Престолов в ней было три: Обновления храма, Святителя Димитрия Ростовского Чудотворца и Владимирской Божьей Матери. 
В конце XIX — начале XX века село входило в состав Рождественской волости Мышкинского уезда Ярославской губернии.
С 1929 года село входило в состав Рождественского сельсовета Мышкинского района, в 1945 — 1959 годах — в составе Масловского района, с 2005 года — в составе Приволжского сельского поселения.

## Население
| 1859 | 2002 | 2007 | 2010 |
| ---- | ---- | ---- | ---- |
| 82   | ↘8   | ↘7   | ↘5   |